# Сіетлівський мистецький музей
Сіетлівський мистецький музей (англ. Seattle Art Museum; скор. SAM) — художній музей США у Сіетлі, штат Вашингтон.

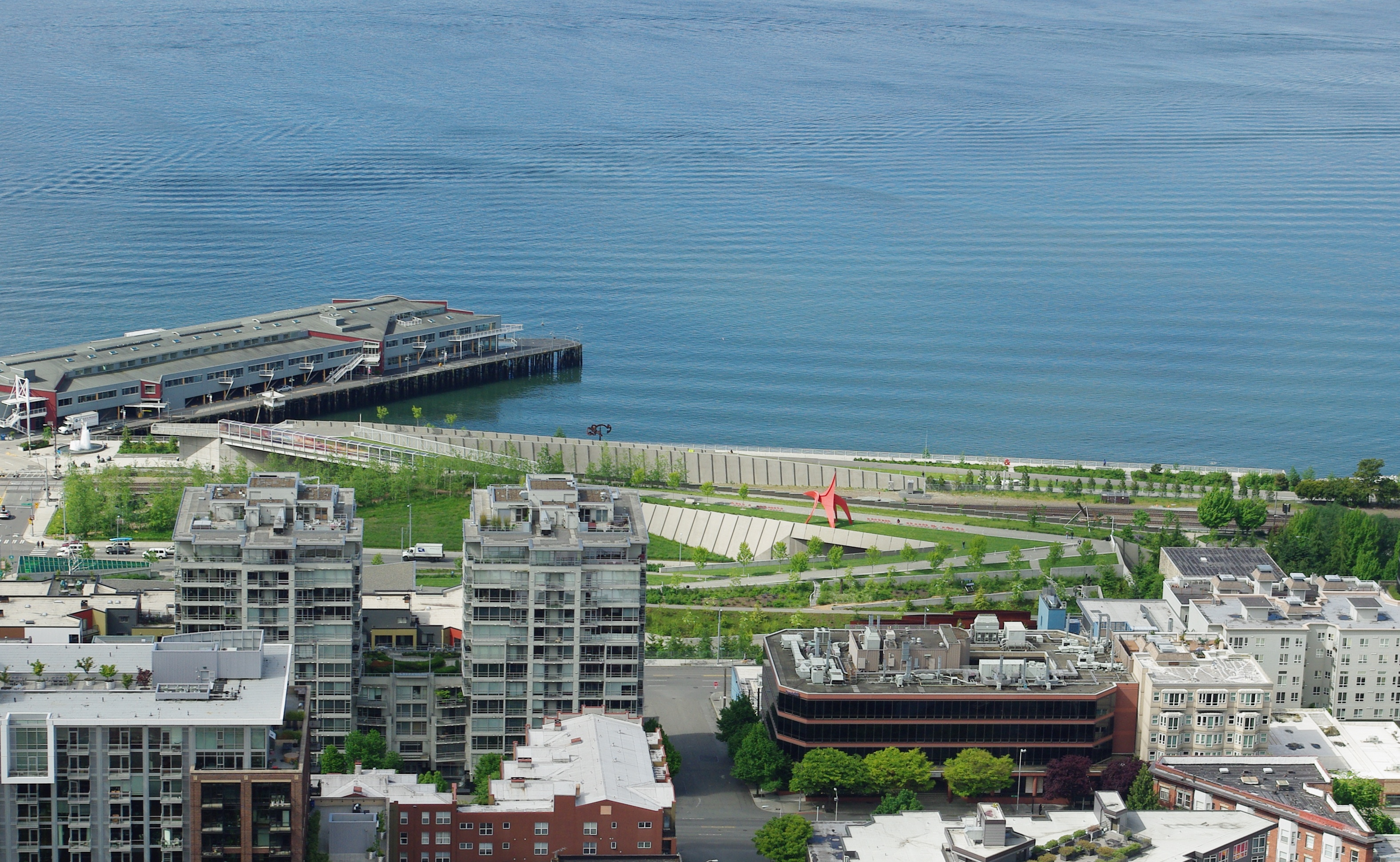
Олімпійський парк скульптур

Музей складається з трьох підрозділів — власне головного музею (SAM) в районі міста Downtown Seattle; музею азійського мистецтва Сієтла (SAAM) в міському парку Volunteer Park на капітолійському пагорбі; Олімпійського парку скульптур (англ. Olympic Sculpture Park) на центральній набережній Сієтла, який відкрився 20 січня 2007 року.
Музей було засновано в 1933 році. На той час у ньому зберігалося 1926 творів мистецтва, кількість яких збільшилася до 25000 за станом на 2008 рік. За цей же час число співробітників збільшилося з 7 до 303, а бібліотечний фонд музею виріс з 1400 до 33000 книг.
Свій початок музей бере з товариства Seattle Fine Arts Society, утвореного в 1905 році, і асоціації Washington Arts Association, організованої в 1906 році, з якою товариство об'єдналося в 1917 році, зберігши назву товариства. У 1931 році був перейменований на Інститут мистецтв Сієтла (англ. Art Institute of Seattle). Спочатку музей містився у парку Volunteer Park. Пізніше його збори були перенесені в недалеко розташований район Сієтла Downtown Seattle, а в Volunteer Park був музей азійського мистецтва в Сієтлі. У 2007 році для публіки було відкрито Олімпійський парк скульптур.
Серед експонатів музею є колекції сучасного і етнічного мистецтва Америки, Європи і Австралії. До структури музею входять бібліотеки Dorothy Stimson Bullitt Library і McCaw Foundation Library of Art.

## Ресурси Інтернету
- Офіційний сайт (англ.)
- Вікісховище має мультимедійні дані за темою: Сіетлівський мистецький музей